# Mugen
Mugen Motorsports (M-TEC Co., Ltd) is een Japans bedrijf dat in 1973 werd opgericht door Masao Kimura en Hirotoshi Honda, de zoon van Honda-oprichter Soichiro Honda. Mugen, dat "zonder limiet" betekent, is de huistuner van Honda en fabriceert originele bodykits voor het Japanse merk. Mugen is ondanks de nauwe banden met Honda nooit eigendom geweest van het concern. Mugen-oprichter Hirotoshi Honda is sinds het overlijden van Soichiro Honda in 1991 wel de grootste aandeelhouder van Honda.

## Geschiedenis
Hirotoshi Honda begint kort nadat hij in 1965 was afgestudeerd aan de Nihon University met het bouwen van zijn eigen raceauto, in een werkplaats bij zijn ouderlijk huis. Masao Kimura is een ervaren coureur, met meer dan 50 overwinningen voor Honda in uiteenlopende raceklassen. Masao werkte voor Honda Racing Services voordat hij samen met Hirotoshi Mugen oprichtte.
Het bedrijf specialiseert zich in Honda-motoren. Met de 1200 cc Honda Civic-motor als uitganspunt ontwikkelde Mugen motoren waarbij vrijwel alle componenten door het bedrijf zelf ontwikkeld en gebouwd worden. Het uiteindelijke doel van Mugen is zelf straatauto's te produceren, en de eerste stap om dit te bereiken was de ontwikkeling van een bodykit voor de Honda Ballade CR-X in 1984. Hierna heeft het bedrijf verschillende bodykits ontwikkeld voor Honda-producten, waaronder ook motorfietsen. Uiteindelijk resulteerde dit in het ontwerp van het Mugen NSX-prototype in 1992.
In 2003 werd Hirotoshi Honda beschuldigd van belastingontduiking. Uiteindelijk gevolg hiervan was de herstructurering van het bedrijf, in M-TEC. De nieuwe bedrijfsstructuur behield de rechten op het Mugen-handelsmerk en bleef actief in het hoofdkantoor in Asaka.

## Autosport

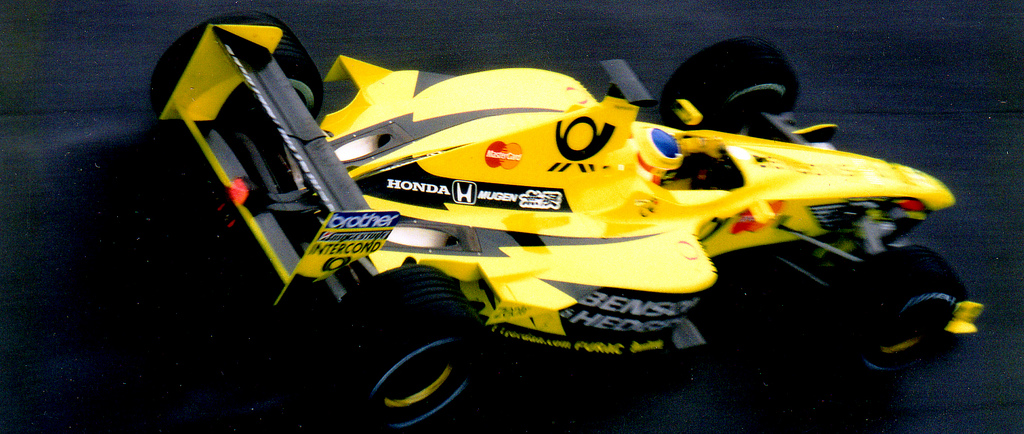
Mugen leverde getunede Honda-motoren aan het Jordan Formule 1-team tussen 1998 en 2000.

Mugen tunet en racet met Honda's in het Japanse Super GT- en Super Formula-kampioenschap. Door succesvolle samenwerkingen in het Formule 3000-kampioenschap in 1990 en 1991 raakte Mugen ook betrokken als motorleverancier bij de Formule 1. Tot 2005 was Mugen de enige leverancier van motoren in de Formule Nippon.

### Formule 1-statistieken
| Jaar | Team                 | GP's | Zeges | Poleposition | Podia | Snelste ronden | Punten |
| ---- | -------------------- | ---- | ----- | ------------ | ----- | -------------- | ------ |
| 1992 | Footwork-Mugen Honda | 16   | 0     | 0            | 0     | 0              | 6      |
| 1993 | Footwork-Mugen Honda | 16   | 0     | 0            | 0     | 0              | 4      |
| 1994 | Lotus-Mugen Honda    | 16   | 0     | 0            | 0     | 0              | 0      |
| 1995 | Ligier-Mugen Honda   | 17   | 0     | 0            | 2     | 0              | 24     |
| 1996 | Ligier-Mugen Honda   | 16   | 1     | 0            | 1     | 0              | 15     |
| 1997 | Prost-Mugen Honda    | 17   | 0     | 0            | 2     | 0              | 21     |
| 1998 | Jordan-Mugen Honda   | 16   | 1     | 0            | 3     | 0              | 34     |
| 1999 | Jordan-Mugen Honda   | 16   | 2     | 1            | 6     | 0              | 61     |
| 2000 | Jordan-Mugen Honda   | 17   | 0     | 0            | 2     | 0              | 17     |

Abt · AC Schnitzer · Alpina · ASI · ASI Green · Brabus · Carlsson · Edo Competition · FAB-Design · Gemballa · Hamann  · Hartge · Hofele · JE Design · Koenig Specials · Lotec · Lumma · Mamerow · Mansory · Manthey · MTM · MS design · Musketier · Nothelle · Novitec · Novitec Rosso · Novitec Tridente · Roock · RS-Tuning · TechArt · VH · Zender · Mazdaspeed · Mugen · Nismo · Abbes · Madeno Racing · Mathijssen Technics · Total Car Concept · Ohlsen Developments · Königseder · O.CT Tuning GmbH · Bronto · Lada Tool · Air Design · Lingenfelter · Abbott · Autodelta · Breyton · Rinspeed · Sportec